# Heisteria asplundii
Heisteria asplundii är en tvåhjärtbladig växtart som beskrevs av Herman Otto Sleumer. Heisteria asplundii ingår i släktet Heisteria och familjen Erythropalaceae. Inga underarter finns listade i Catalogue of Life.